# Samiul Islam Rafi
Samiul Islam Rafi (bengalisch সামিউল ইসলাম রাফি Sāmi'ula Isalāma Rāphi; * 12. Oktober 2004) ist ein bangladeschischer Schwimmer.

## Sport
Erste internationale Erfahrungen sammelte er bei den Schwimmweltmeisterschaften 2022 in Budapest. Auch bei den 2023 ausgetragenen Asienspielen 2022 in Hangzhou trat er an.
Bei den Olympischen Sommerspielen 2024 in Paris schwamm er im Wettbewerb über 100 m Freistil mit einer Zeit von 53,10 s auf Rang 69.